# Kanton Carpentras-Nord
Het kanton Carpentras-Nord is een voormalig kanton van het Franse departement Vaucluse. Kanton Carpentras-Nord maakte deel uit van het arrondissement Carpentras en telde 28 448 inwoners in 1999. Het werd opgeheven bij decreet van 25 februari 2014, met uitwerking op 22 maart 2015.

## Gemeenten
Het kanton Carpentras-Nord omvatte de volgende gemeenten:
- Aubignan : 3 837 inwoners
- Caromb : 3 117 inwoners
- Carpentras : 13 985 inwoners (deels, hoofdplaats)
- Loriol-du-Comtat : 1 871 inwoners
- Saint-Hippolyte-le-Graveyron : 179 inwoners
- Sarrians : 5 459 inwoners

## Politiek
Na de kantonnale verkiezingen van 2011 werd het kanton Carpentras-Nord samen met het kanton Brignoles in de Var een van de twee eerste kantons ooit waar het extreemrechtse Front National de conseiller général (vertegenwoordiger in de departementsassemblee of conseil général) mocht leveren: Patrick Bassot versloeg er tijdens de tweede ronde uittredend conseiller général Michel Bayet van de linkse Parti Socialiste.